# Éric Dupont (galeriste)
Pour les articles homonymes, voir Éric Dupont (homonymie).
Éric Dupont, né en 1958, est un galeriste français d’art contemporain. 

## Biographie
Juriste de formation, Éric Dupont fonde une galerie d’art contemporain en 1991[réf. nécessaire].
Il expose notamment, d’abord à Toulouse, des artistes tels que Damien Cabanes, Carlos Kusnir, Hyun Soo Choi, Éric Poitevin, ou encore Paul Pagk et Siobhan Liddell, deux artistes new yorkais.
En janvier 1997, Éric Dupont établit sa galerie à Paris, rue Chapon, dans le 3e arrondissement, et depuis octobre 2011, au 138 rue du Temple. De nombreux artistes ont rejoint Éric Dupont et exposent leurs travaux aussi bien au sein de la galerie que dans de nombreuses manifestations, résidences, foires internationales et institutions. Citons par exemple Didier Mencoboni, Yazid Oulab, un peu plus tard Pascal Convert, Taysir Batniji, les photographes Mathieu Pernot, Nicholas Nixon et Lee Friedlander, ou plus récemment Narmine Sadeg, Christoph von Weyhe, Wiame Haddad et Katarzyna Wiesiolek. Éric Dupont a été le premier galeriste à montrer le travail de l'artiste et écrivain Édouard Levé.. Il est aussi le premier à présenter dès 2019 les œuvres de l'artiste béninois Roméo Mivekannin. En avril 2020, il a écrit la préface du catalogue de l'exposition Peaux noires, masques blancs qui s'est tenue dans sa galerie entre juin et septembre de la même année.
La série du photographe américain Nicholas Nixon, les Brown Sisters, a été exposée dans une galerie pour la première fois en Europe par Éric Dupont, en novembre 2012. Elle a été présentée notamment par le Museum of Modern Art de New York (MoMA) en novembre 2014. La galerie a également montré en octobre 2015 les œuvres (Prints) de sir Howard Hodgkin, peintre britannique majeur ayant fait l'objet, entre autres, de rétrospectives au MoMA et à la Tate Gallery de Londres.
En juin 2016, Éric Dupont expose pour la première fois dans une galerie parisienne les œuvres picturales de l'artiste allemand Christoph von Weyhe conjointement avec la galerie Azzedine Alaïa 
En septembre 2016, c'est l'écrivain et essayiste Stéphane Zagdanski qui confie son grand projet "RARE" à Éric Dupont : une conception nouvelle autour de l'écriture, un roman mis en espace et présenté sous la forme de cent œuvres qui sont exposées à la galerie, pour la première fois 
Éric Dupont est depuis toujours présent dans les foires internationales d'art (Foire internationale d'art contemporain, Bâle, Miami, New York, Abu Dhabi, Paris Photo, Drawing Now Paris, Art Brussels, etc.) et s’associe régulièrement aux institutions pour la valorisation des artistes et la création de projets collectifs (Centre Georges-Pompidou, Musée d'art contemporain du Val-de-Marne, Palais de Tokyo, etc.). Éric Dupont a été le commissaire d’exposition de plusieurs projets regroupant des artistes tels que Roman Opałka, Richard Tuttle ou Imi Knoebel, et participe à la création de salons comme Show Off (2006).
Il est pendant onze ans trésorier puis secrétaire général de l’association professionnelle « Galeries mode d’emploi », et de 2014 à 2019, vice-président du CIPAC (Comité interprofessionnel de l’art contemporain). 
Éric Dupont a publié un essai sur l'art, La Foire du Trône, en 2002 aux éditions MIX.   
En parallèle à ses activités de galeriste, Éric Dupont est par ailleurs président des amis d’Agrisud international (ONG qui promeut l’agroécologie pour lutter contre la faim dans le monde), et organise régulièrement des ventes de bienfaisance au bénéfice de cette association.

## Distinctions
- Officier des Arts et Lettres[13]